# Quinolina
La quinolina o benzo[b]piridina és un compost heterocíclic constituït per dos anells hexagonals units per un costat, un de benzè i un altre de piridina, amb el nitrogen en la posició més propera a l'anell de benzè. La seva fórmula molecular és {\displaystyle {\ce {C9H7N}}}. A temperatura ambient és un líquid incolor. Presenta caràcter aromàtic i és una base relativament feble. Fou descoberta l’any 1834 en el quitrà de carbó. Actualment, hom l’obté en petita proporció d’aquesta font i, més correntment, per síntesi de Skraup, a partir de l'anilina. Tant la quinolina com els seus derivats gaudeixen d’una gran importància industrial i són la primera matèria per a la preparació dels colorants de cianina. La quinolina és també emprada en la manufactura de la 8-hidroxiquinolina (oxina) i de l'àcid nicotínic, com a base orgànica i com a intermediari de síntesi.

## Història

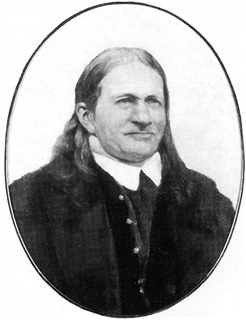
Friedlieb Ferdinand Runge

La quinolina fou extreta per primera vegada del quitrà d'hulla el 1834 pel químic alemany Friedlieb Ferdinand Runge (1795–1867) i l'anomenà «leukol» (del grec λευκός, leukós, 'blanc'). El 1842, el químic francès Charles Frédéric Gerhardt (1816–1856) obtingué un compost destil·lant en sec quinina, estricnina i cinconina amb hidròxid de potassi; anomenà el compost «quinolina» o «quinoleïna», que significa producte de la degradació de la quinina. Els compostos de Runge i Gerhardt semblaven ser isòmers diferents perquè reaccionaven de manera diferent. Tanmateix, el químic alemany August W. von Hoffmann (1818–1892) finalment descobrí que les diferències de comportament es devien a la presència de contaminants i que els dos compostos eren realment idèntics.

## Propietats
La quinolina es presenta com un líquid incolor a temperatura ambient amb una olor peculiar. El seu punt de fusió es troba a –15 °C i el d'ebullició a 237,1 °C. La seva densitat és lleugerament superior a la de l'aigua, 1,09 g/cm³ a 25 °C. La seva pressió de vapor és molt baixa, només 0,06 mmHg a 25 °C. El punt d'inflamació el té a 99 °C i el d'autoignició a 480 °C. L'índex de refracció és de 1,62683. La seva viscositat és de 2,997 mPa·s. És soluble en aigua, amb una solubilitat de 6,11 mg/mL. També és soluble en etanol, dietilèter i disulfur de carboni.
En escalfar-se es descompon i dona òxids de nitrogen. Presenta propietats bàsiques, essent una base ternària feble. El seu pKa val 4,90.

## Síntesi
El mètode de preparació de la quinolina més emprat és la síntesi d'Skraup, en la qual s'escalfa anilina amb glicerol i nitrobenzè en presència d'àcid sulfúric.

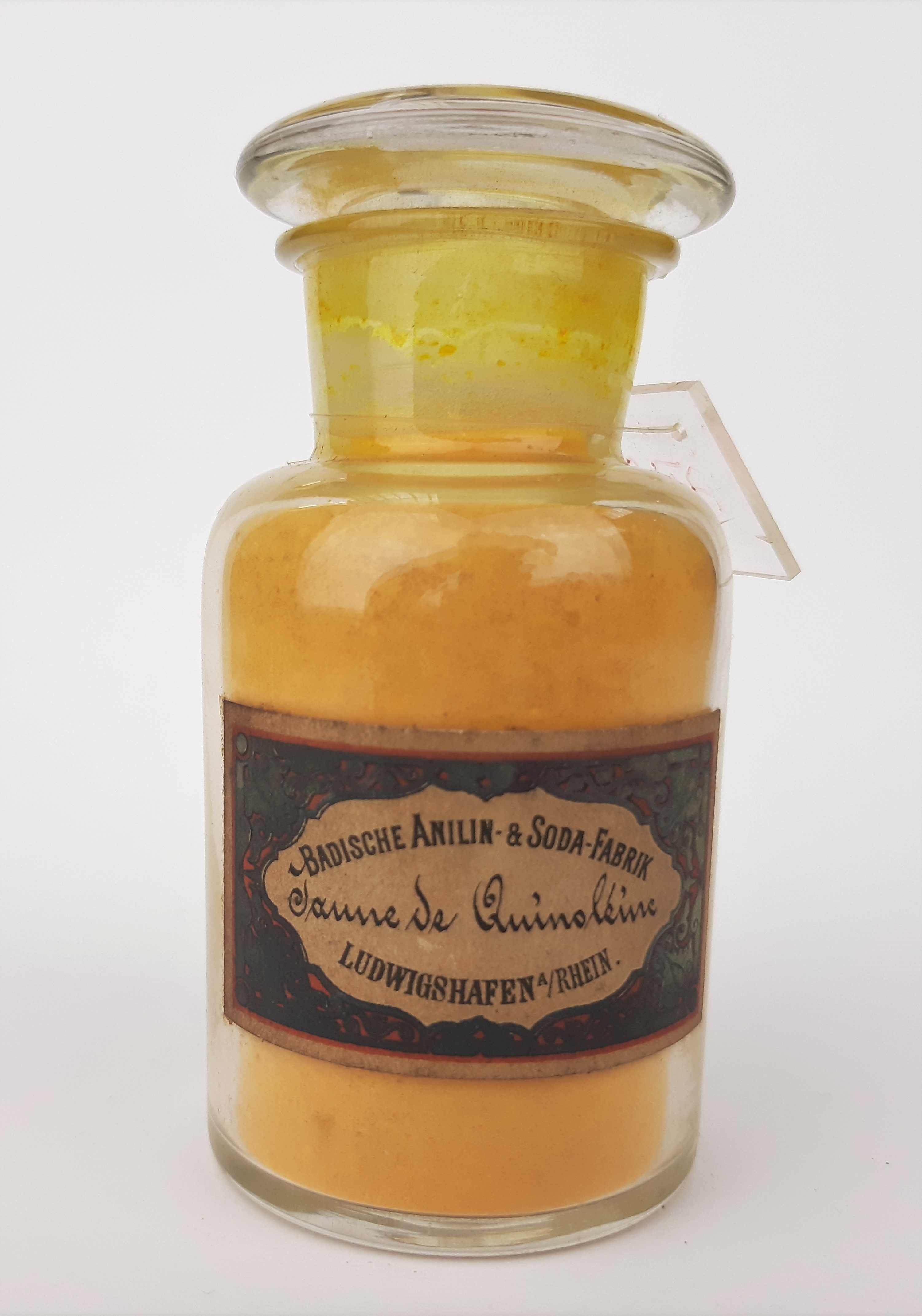
Groc de quinolina, un colorant.

## Aplicacions
La quinolina s'empra majoritàriament com a intermediari en l'obtenció d'altres composts químics. L'aplicació principal de la quinolina és la producció de 8-quinolinole, que s'obté per fusió alcalina de l'àcid quinolina-8-sulfònic. També s'empra per a fabricar colorants. La quinolina sola, o barrejada amb isoquinolina i homòlegs de quinolina, és un excel·lent dissolvent i extractor, especialment per a compostos aromàtics policíclics.

## Toxicitat
Els vapors de la quinolina són irritants per al nas i la gola i poden causar mals de cap, marejos i nàusees si s'inhalen. La ingestió provoca irritació de la boca i l'estómac; es poden produir vòmits. El contacte amb els ulls o la pell provoca irritació. Es pot produir una exposició potencial a la quinolina per la inhalació de fum de cigarreta. La quinolina es descompon ràpidament a l'atmosfera i l'aigua.
No es disposa d'informació sobre els efectes crònics (a llarg termini), reproductius, de desenvolupament o carcinògenes de la quinolina en humans. S'ha observat dany hepàtic en rates exposades crònicament a la quinolina per ingestió. També s'ha observat una major incidència de tumors vasculars hepàtics en rates i ratolins exposats oralment a la quinolina. L'EPA ha classificat provisionalment la quinolina com a grup C, possible carcinogen humà.